# Chiesa di San Giacomo (Soncino)
La chiesa di San Giacomo è un luogo di culto cattolico di Soncino, in provincia e diocesi di Cremona. La chiesa conserva le spoglie della domenicana beata Stefana Quinzani, ed è caratterizzata dall'imponente gradinata che collega l'aula al presbiterio su progetto quattrocentesco di Maffeo Caleppio.

## Storia

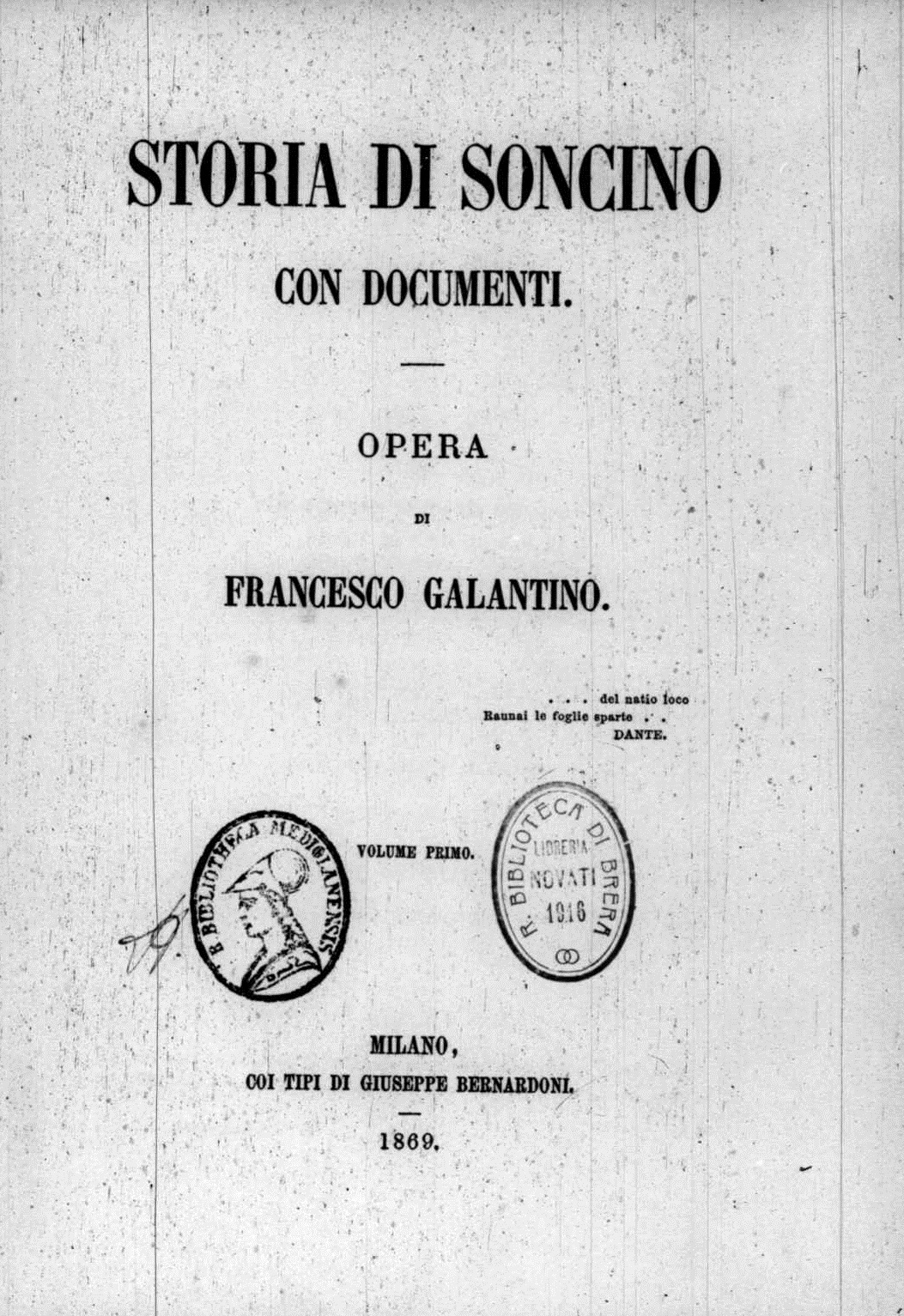
Libro storico del 1869 di Francesco Galantino

La chiesa fu originariamente edificata come luogo di sosta, Xenodochium, per i pellegrini che si recavano per devozione a Santiago di Compostela sulla tomba di san Giacomo, e dipendeva dalla pieve di Soncino. Nel 1361 i locali di accoglienza furono chiusi e la chiesa passò ai canonici lateranensi della chiesa di San Cataldo Vescovo di Cremona, ma incomprensioni con gli agostiniani la riportarono nel 1364 sussidiaria della pieve di Soncino gestita dagli agostiniani. L'edificio dal XV secolo fu retto dall'ordine di san Domenico di Guzmán. Tra i priori serve ricordare Michele Ghisleri poi papa.
Ai domenicani, tra il 1456 e il 1468, si deve la costruzione del grande complesso conventuale atto a ospitare un numero sempre maggiore di frati su progetto di Maffeo Caleppio. Fu sopraelevata la zona absidale con la costruzione della cripta. Nel 1510 fu aggiunta una nuova campata dell'aula con la conseguente demolizione e perdita della facciata con il protiro del Trecento. La costruzione fu completata nel 1595 con la nuova soffittatura a capriate lignee e le cappelle laterali nel 1630.

Il Settecento vide il rifacimento della facciata con la rimozione dell'antico rosone e la posa di una serliana in barocco cremonese completa della cimasa curvilinea. Nel 1798 con la soppressione del convento l'intera fabbrica subì un periodo di decadenza tornando a divenire sussidiaria della chiesa intitolata a Santa Maria Assunta.

## Descrizione

### Esterno
La chiesa si trova nell'antico centro urbano di Soncino. La facciata che originariamente era in stile romanico fu riveduta nel Seicento come l'interno dell'aula in stile barocco. Si presenta completamente bianca e tripartita da lesene terminanti con piccoli capitelli dorici e con le due parti laterali divise da una cornice marcapiano con più modanature, mentre la parte centrale termina nella forma ondulatori. Un'ampia apertura è presente nella parte centrale completa di stucchi. Sulla parte superiore vi sono tre aperture divise da colonnine in marmo bianco, quella centrale a tutto sesto. Le due parti laterali di misura inferiore a quella centrale, conservano due oculi di cui quello di destra cieco.

### Interno
L'interno a navata unica ha le forme barocche dovute agli interventi settecenteschi. La ricca decorazione a fresco risale agli ultimi anni del Seicento ed è lavoro dei fratelli Alessandro e Giuseppe Natali e dei quadraturisti Pietro Ferrari e Antonio Sirone. 

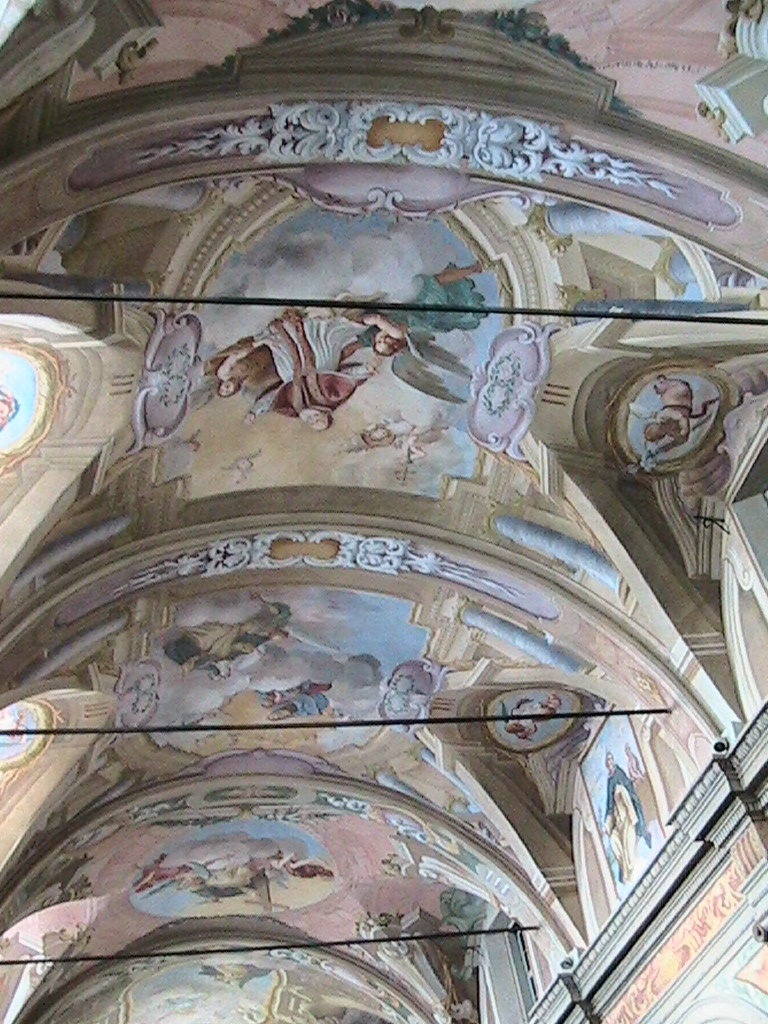
Volta a botte con affreschi della chiesa di San Giacomo

#### Cappelle
L'aula è completa di cinque cappelle laterali. La prima cappella a destra, la sola a mantenere tracce del gotico originario, è intitolata alla Vergine dello Spasimo e conserva un dipinto a fresco degli ultimi decenni del Quattrocento raffigurante la Madonna trafitta dalle spade con il Cristo morto tra le braccia. La cappella conserva anche la statua in cotto del Compianto di Cristo assegnato a Agostino Fonduli avendo assonanze con quello di Santa Maria conservato presso la chiesa milanese di chiesa di Santa Maria presso San Satiro a Milano, e quello del 1510 conservato nella Pieve di Palazzo Pignano, il complesso originariamente si presentava policromo, colori poi persi. La cappella è completa della pala di Grazio Cossali Caduta di Cristo sotto la Croce e la Veronica. La cappella successiva intitolata a san Giacomo conserva la statua del santo risalente ai primi anni del Novecento e un altare in stile barocco.
La terza cappella dedicata a san Tommaso d'Aquino, fu oggetto di restauro nel 1767 con contributo della madre dell'allora priore Raimondo: Apollonia Bigolotti. Sempre sua donazione è l'ancona in marmo che conserva il dipinto Cristo in Passione di Francesco Carminati. Questo originariamente era stato eseguito per la cappella del Corpo di Cristo, che era l'ultima a sinistra, e che fu sostituito da un crocifisso ligneo. La cappella presentava sulle pareti laterali di dipinti San Nicola e San Pietro Martire di Giulio Calvi conosciuto come Coronaro. Un tempo la cappella era completata dal Cristo Crocifisso poi rimosso e conservato nel palazzo municipale cittadino.

La quarta cappella intitolata a san Vincenzo Ferreri conserva la pala d'altare settecentesca rappresenta il santo che resuscita il figlio ucciso e smembrato dalla madre, opera di Antonio Dusi. L'opera di particolare interesse ha assonanze nei lavori dei Carloni. Una cornice in stucco completa la tela. Dedicata a sant'Antonio da Firenze è la quinta cappella che godeva del giuspatronato della famiglia Cerioli, che vi pose la grande pala opera di Uriele Gatti Madonna con il Bambino in Gloria fra i santi Giacomo, Francesco e Antonino con l'offerente Vincenzo Cerioli, all'artista si deve anche la realizzazione dell'ancona lignea dorata. La cappella successiva ultima sul lato destro, godeva dal giuspatronato della famiglia Tonsi e era intitolata ai Re magi, il XVI secolo vide la nuova intitolazione alla Madonna Assunta, ma con il tempo divenne zona penitenziale con settecentesco confessionale, e la pala dell'Assunta fu posta nella quarta cappella a sinistra. 

Il lato destro della navata termina con due dipinti a fresco raffiguranti la Crocifissione e Madonna in Trono del Quattrocento, unica testimonianza dell'antica chiesa, mentre il telamone posto a fianco dell'acquasantiera proviene dall'antica facciata romanica.

A sinistra la prima cappella conserva le spoglie della beata Stefana Quinzani ed è intitolata a san Domenico di Guzmán. La cappella fu restaurata nel 1709 e completata da artisti luganesi; gli stucchi opera dei fratelli Garoni con gli affreschi di Bartolomeo Rusca. L'altare in marmi policromi è arricchito dal medaglione centrale raffigurante san Pietro da Verona, e la pala d'altare seicentesca rappresenta il Miracolo di Soriano di scuola cremonese. La seconda cappella intitolata a Gesù Bambino conserva una statua lignea del Settecento del piccolo Gesù posta in una nicchia. Le pareti presentano il medesimo soggetto. La terza dedicata a sant'Anna con la statua lignea che rappresenta educazione della Vergine. La cappella e completa dal dipinto dei primi anni del Seicento con san Tommaso d'Aquino lavoro di Bartolomeo Bersani detto il Manzino, e corrispondente la tela dell'Assunta della scuola di Bernardino Campi, completato successivamente con le figure di santi nella parte inferiore nel 1610.

La quarta cappella presenta una scultura lignea con la Madonna del santo Rosario e la tela della fine del Cinquecento di stile manieristico. La cappella fu decorata solo nei primi anni del Novecento, in quanto le pitture di Vincenzo Bigoni erano ormai perse, da Antonio Mayer. La quinta fu rimodernata nel 1806 e è zona penitenziale completa del settecentesco confessionale; la cappella è dedicata alla Santa Croce.
L'ultima cappella conserva il fonte battesimale, completo di dedicazioni in altorilievo rinascimentale.
L'aula è completa sulla controfacciata dalle due tele: Madonna Addolorata opera del 1697, di provenienza dalla cappella che godeva del giuspatronato della famiglia Azzanelli, e Beata Stefana Quindani in esteri davanti alla croce con santi Lucia, Pietro martire, Luchina Barbò lavoro del 1774 di Francesco Perruzzotti proveniente dalla cappella della Santa Croce.

#### Presbiterio e abside
La zona presbiteriale è accessibile dall'imponente gradinata completa di balaustre intarsiate del 1733, di dieci anni successiva l'altare a marmi intarsiati commissionato da fra Domenico Aglio, opera dei fratelli Domenico e Giuseppe Corbonelli. Il paliotto è completo dal medaglione con la simbologia del mistero eucaristico. L'abside è completa del coro ligneo opera di fra Federico e fra Damiano da Bergamo  per la composizione geometrica delle tarsie con teste di cherubini sarebbe identificato in Damiano Zambelli. Vetrate istoriate con scene dell'annunciazione lavori di fra Ambrosino da Tormoli fu disegno di Antonio della Corna del 1495. La parte è completata da decorazioni barocche con dipinti raffiguranti la Gloria di san Tommaso d'Aquino, Santa Caterina d'Alessandria e Maria Maddalena, le Virtù teologali e la Giustizia. La volta conserva i dipinti raffiguranti la Gloria di San Domenico e nelle lunette i santi Domenico, Pietro, Paolo, santa Caterina da Siena nell'atto di ricevere le stigmate, santa Rosa da Lima incoronata da Gesù, la  Gloria di San Pio V, la Gloria di San Pietro Martire, e santa Caterina de' Ricci. La decorazione è opera del 1696 dei pittori della famiglia Natali, mentre la parete di fondo con san Giacomo tra Ermogene e Filete è di Francesco Peruzzotti del 1774.

### Cripta
Dalla porta con paraste in marmi intarsiati del 1733 si accede alla cripta di Santa Corona. Questa fu costruita nel 1470 per poter conservare la sacra Spina che fu donata ai frati da fra Ambrosino da Tormoli, il quale l'aveva avuta quale compenso dal priore del convento di Santa Maria della Rosa per la realizzazione di alcune vetrate nel 1492. La cripta conserva sulla parete di fondo gli affreschi dell'Assunzione, Incontro di Gesù con Maria datati tra il XVII e il XVIII secolo. Le lunette della volta presentano gli affreschi secenteschi raffiguranti le scene della Passione di Gesù di Donato Savi provenienti nel 1960 dall'oratorio di San Rocco e Sebastiano a Viadana.

### Campanile
La torre campanaria ettagonale completa di monofore, fu edificata dai canonici lateranensi di San Cataldo nel triennio 1361-1364, che qui lasciarono questo importante segno del loro passaggio. La torre presenta archetti ciechi intrecciati con decorazioni in cotto.

### Complesso conventuale
L'antico convento poi soppresso è tra i luoghi del cuore del FAI.
Il complesso conventuale fu inizialmente progettato da padre Maffeo Caleppio come chiostro cimiteriale, sviluppandosi poi su due chiostri nella seconda metà del Quattrocento, collegati da un cavalcavia e da un sottopassaggio per ovviare il passaggio su una strada che era pubblica, così che i frati non dovessero uscire. Ogni frate aveva una cella personale e vi era inoltre un'importante biblioteca. Il priore Ghislieri poi papa, restò solo tre anni presso il convento, ma bastarono per dare impulso alle opere, a lui si deve la ricca biblioteca che era dotata di 2200 libri, poi chiusa. I frati coltivavano anche erbe medicinali, che lavoravano nella spezieria dando sollievo ai malati più poveri del territorio. I locali, in disuso, possono essere visitati e danno l'opportunità di comprendere parte del lavoro con lo spazio dello “scriptorium” e la spezieria. L'unico chiostro superstite si sviluppa su tre lati, e si presenta con archi completi di capitelli cubici. Una scala esterna collega alla parte superiore dove erano presenti le celle conventuali.